# Костогриз Валентина Семенівна
Валентина Семенівна Костогриз (нар. 20 грудня 1944, село Вербки, тепер Павлоградського району Дніпропетровської області) — українська радянська діячка, бригадир штукатурів тресту «Дніпробудмеханізація». Депутат Верховної Ради УРСР 10—11-го скликань.

## Біографія
У 1962—1968 роках — штукатур тресту «Дніпровськпромбуд» Дніпропетровської області.
З 1968 року — бригадир штукатурів тресту «Дніпробудмеханізація» міста Дніпропетровська Дніпропетровської області.
Член КПРС з 1971 року. Освіта вища.
Потім — на пенсії в місті Дніпропетровську (Дніпрі).

## Нагороди
- ордени
- медалі